# Средиземноморская квакша
Средиземноморская квакша (лат. Hyla meridionalis) — вид лягушек из рода квакш. Обитает от юго-западной Европы до северо-западной Африки. По английски называется «Stripeless Tree Frog», либо «Mediterranean Tree Frog», а по французски — «Rainette méridionale».

## Описание

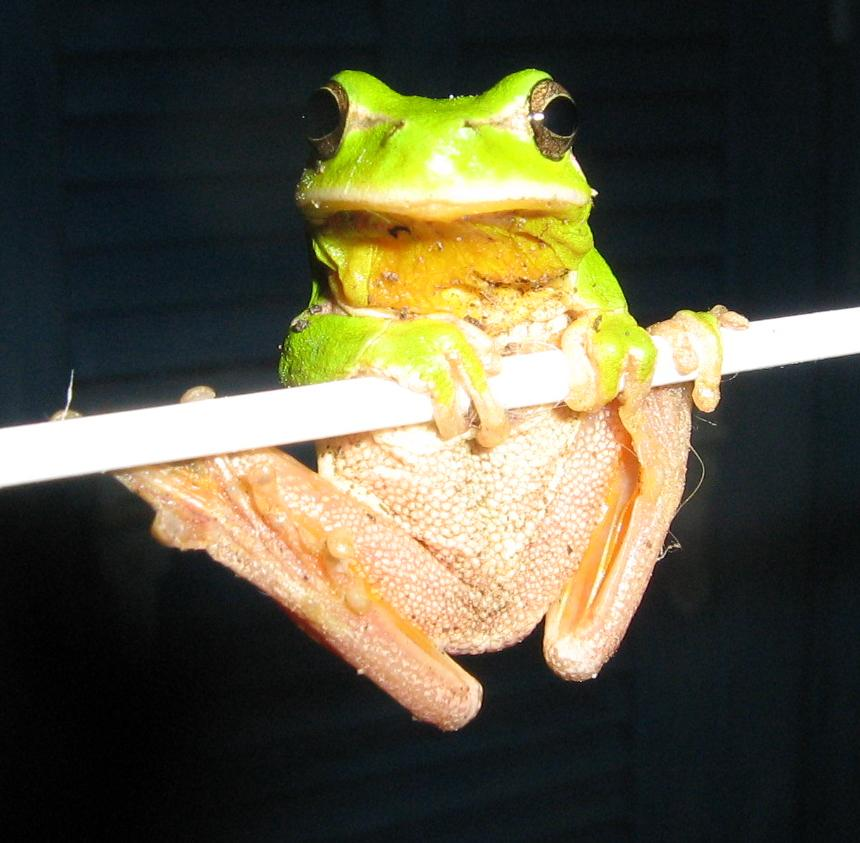
Живот

Средиземноморская квакша обычно вырастает до 5 см, а самки до 6,5 см в длину. Весит 18,1 г. Стройная длинноногая древесная лягушка с гладкой кожей. Ширина головы больше, чем её длина. Плавательные перепонки есть на всех пальцах, причем перепонки на пальцах передних ног больше, чем на задних. Спина в основном зеленая, но встречается и желтоватая, серая, коричневая или пятнистая окраска. Изменение цвета является физиологическим. Брюшная полость беловатая. Темная полоса проходит от ноздри через глаз и барабанную перепонку к плечу. Радужка коричневато-золотистая, зрачки горизонтальные. Барабанная полость хорошо видна и составляет около половины диаметра глаза. У самцов есть голосовой мешок, который может быть раздут до размера, равного половине длины носового отверстия. В покое голосовой мешок продольно сложен и окрашен от желтого до коричневатого цвета. Горло самок несколько светлее брюшка. У молодых могут быть более сильные и длинные отметины от ноздри через глаз и барабанную перепонку к плечу, уменьшающиеся по мере взросления. Передние конечности средиземноморской квакши снабжены 4 пальцами. Задние ноги тоньше и длиннее (чтобы облегчить прыжки) и заканчиваются 5 перепончатыми пальцами.

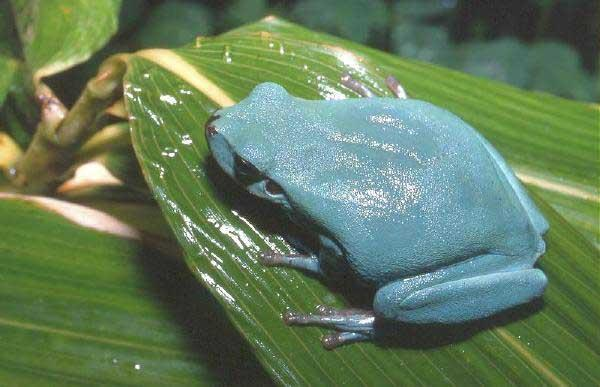
Лягушка, демонстрирующая синюю окраску

## Биология
Обитает в западном Средиземноморье. Обитает на юге Франции, в Монако, северо-западной Италии (Лигурия и в южном Пьемонте), Испании, Португалии, и на севере Африки (Марокко, в северном Алжире, и в северном Тунисе). В сухих частях его ареала (например в Африке и в Иберии) он сильно разделён, и он не очень там не такой широкий. Вид также есть на Канарских островах, и Мадейре (он был туда завезён). Он также было завезён на Менорку. Обитание в Алжире и Тунисе не очень изучено, но скорее всего, он также обитает на горах Атлас. В Марокко был найден на высоте 2650 м над уровнем моря. Обитает в кустах, деревьях, фруктовых садах, виноградниках и травах рядом с водоёмами. Головастики обитают в ручьях, прудах, арыках, временных бассейнах, заливных лугах, лагунах, бассейнах для крупного рогатого скота, колодцах, и даже бассейнах для плаванья. Ареал обитания частично совпадает с ареалом обыкновенной квакши, они также могут родить гибридов, которые потомство дальше родить не могут. Этому виду также в некоторых местах обитания угрожает потеря среды обитания (агрикультура, инфраструктура, и выбросы в воду мусора). Виду угрожают другие завезённые виды животных, например рак Procambarus clarkii, и гамбузия Хольбрука.
Это лягушка, ведущая в основном сумеречный и ночной образ жизни, хотя в период спаривания она становится более дневной. За исключением сезона размножения, когда она уходит в воду, это лазающий вид, большую часть времени остающийся на растительности и вне воды. Летом может укрыться в трещинах или под камнями в засушливых районах. Диета взрослых основана на беспозвоночных членистоногих. Головастики в основном питаются растениями.

### Размножение
Период размножения происходит в основном с марта по май, хотя в провинции Малага самцы поют с ноября по июль. Самцы образуют шумные хоры в бассейнах, чтобы привлечь самок. Во время спаривания самка может отложить несколько сотен икринок, одновременно оплодотворенных самцом во время кладки. Через несколько дней рождаются головастики; им потребуется около трех месяцев, чтобы стать маленькими лягушками.

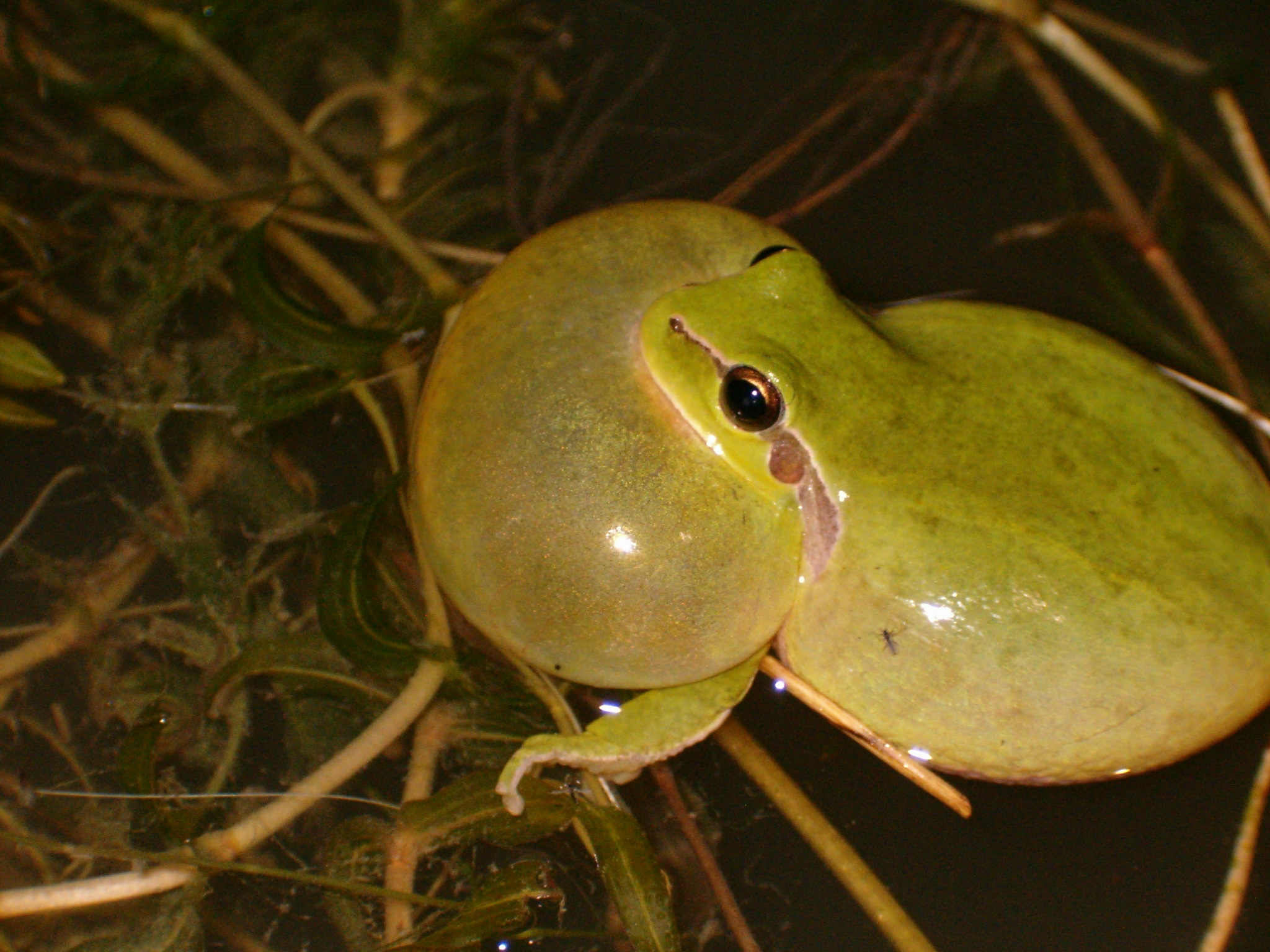
Самец с раздувшимся резонатором

Спаривание происходит в марте и апреле в Северной Африке, в то время как европейские популяции спариваются с апреля по июнь (Франция) или с декабря по январь (Португалия). Самцы кричат из воды, а также с земли и деревьев. Звуки представляют собой глубокое звучное «Кра-а-ар», повторяющееся не намного быстрее, чем каждую секунду, и обычно намного медленнее. Кваканье можно услышать за километры во время пика кваканья в сезон размножения. Амплексус длится от нескольких часов до нескольких дней. Реакции бегства значительно снижены у супружеских пар. Для яйцекладки предпочитают скопления растений у берега. Самка ищет объект, к которому можно прикрепить икру, и затем её откладывает. Это сигнал самцу опустить заднюю часть тела вниз и осеменить икру. Яйцекладка повторяется во многих местах, пока у самки не останется икринок, которые можно было бы выбросить. Даже тогда она продолжает действовать, как прежде, но когда самец замечает, что икринок больше нет, он сдается. Когда размножение завершено, лягушки покидают окрестности воды и уходят на деревья, где они квакают в основном в дневные или вечерние часы, пока не начнется период лета. Общее количество икринок, которое может отложить самка — от 800 до 1000, икринки откладываются комками по 10-30 штук, в основном на растениях, но часть опускается на дно. Диаметр икринки 1,1-1,5 мм, с оболочкой 3-5 мм. Головастики вылупляются через 8-10 дней общей длиной 5-8 мм. Головастики имеют высокие плавники относительно их общей длины. Они вырастают до 4см, максимум 5,5 см. Метаморфоз происходит через 3-4 месяца после вылупления. Рацион состоит из различных членистоногих, таких как пауки, жуки, бабочки, мухи и муравьи, которых днем ловят из засады, а уже ночью лягушки их ищут.

## Охранный статус
Внесен в список «Видов, вызывающим наименьшие опасения» ввиду его широкого распространения, терпимости к широкому спектру мест обитания, предполагаемой большой популяции и потому, что маловероятно, что его численность будет сокращаться достаточно быстро, чтобы претендовать на включение в категорию более угрожаемых видов. Как правило, он распространен во всем своем ареале. Популяции на юго-востоке Испании и изолированные популяции в Стране Басков в Испании сокращаются в основном из-за потери мест размножения. В Италии он находится под угрозой местного исчезновения. Этот вид, по-видимому, проявляет большую устойчивость к эвтрофикации, чем многие другие виды, возможно, поскольку эвтрофные воды способствуют росту тростника и другой благоприятной растительности.